# YSL Records
YSL Records (anche nota come Young Stoner Life e Young Slime/Slatt Life) è un'etichetta discografica statunitense fondata dal rapper statunitense Young Thug nel 2016. L'etichetta è distribuita da 300 Entertainment e Atlantic Records, ed è parte del gruppo Warner Music Group.

## Storia
L'etichetta è stata annunciata il 15 novembre 2016 da Young Thug tramite un video di Snapchat, nel quale mostrava il suo nuovo ufficio. Nel video era presente anche il cofondatore di 300 Entertainment Kevin Liles, che promuoveva la YSL.
Nel 2017 l'etichetta ha annunciato di avere firmato il suo primo artista, il rapper di Atlanta Gunna, che era stato anche "corteggiato" dalla 1017 Records di Gucci Mane, il mentore di Young Thug. Nel 2018 è stato firmato anche YoungBoy Never Broke Again, insieme ad Atlantic Records.
Il 15 agosto 2018, Thug ha annunciato un mixtape con i membri dell'etichetta, ad eccezione di NBA YoungBoy, intitolato Slime Language, che ha pubblicato il giorno del suo 27º compleanno, il 16 agosto. Il 12 settembre, il rapper Lil Baby ha annunciato un mixtape con Gunna intitolato Drip Harder, che è stato pubblicato il 5 ottobre dall'etichetta di Lil Baby Quality Control e dalla YSL.
Il 22 febbraio 2019, Gunna ha pubblicato il suo album di debutto in studio Drip or Drown 2, seguito dal singolo dell'album One Call, che era accompagnato da un video musicale. Il 14 giugno, Lil Keed ha pubblicato il suo album di debutto in studio Long Live Mexico, che è stato supportato da tre singoli Oh My God, Proud Of Me e Pull Up.
Il 28 febbraio 2020, Zaytoven ha pubblicato un mixtape con Lil Keed, Lil Gotit e Lil Yachty intitolato A-Team. A marzo, Gunna ha annunciato il suo secondo album Wunna. Il suo singolo principale Skybox è stato pubblicato il giorno 6 marzo insieme a un video musicale. Il 16 marzo, Gunna ha dichiarato su Twitter che Wunna è l'acronimo di: "Wealthy Unapologetic N***a Naturally Authentic". Il 3 aprile, Young Thug e Gunna pubblicarono il singolo "Quarantine Clean", prodotto da Turbo the Great. Il giorno seguente, Gunna ha spiegato che l'album aveva avuto problemi di rilascio a causa della pandemia COVID-19. La collaborazione tra Gunna e Young Thug è stata la loro prima canzone rilasciata insieme dopo Diamonds, che è stato pubblicato a dicembre 2019.
Il 7 agosto 2020 Lil Keed ha pubblicato il mixtape Trapped on Cleveland 3.
Il 18 dicembre 2020, YSL Records ha pubblicato il singolo Take It to Trial, di Young Thug e Gunna in collaborazione con Yak Gotti, il primo singolo dall'annunciato album Slime Language 2, pubblicato il 16 aprile 2021.

## Artisti

### Artisti attuali
- Young Thug  (fondatore)
- Lil Duke
- Gunna
- Dolly White
- HiDoraah
- Strick
- Young Jordan
- T-Shyne
- Nechie
- Cheat Code
- Money Game Boo
- YSL Fargo
- Aretana
- Unfoonk
- Karlae
- Aerolyn Mansion
- Yak Gotti
- Yung Kayo
- Cactus Slatt  (Travis Scott e Young Thug)
- Wyte Knight
- FN Da Dealer
- BSlime
- YTB Trench
- 1300 Saint
- Nine Vicious Template:Div code end

### Produttori interni
- Voulga
- Wheezy
- Turbo

### Artisti precedenti
- RaisedReal Jett (2017-2019) (deceduto)
- Lil Baby (2016)[4]
- Lil Keed (2017-2022)  (deceduto)

## Discografia

### Compilation
- 2018 – Slime Language (con Young Thug)
- 2021 – Slime Language 2 (con Young Thug e Gunna)

### Singoli
- 2020 – Take It to Trial (con Young Thug e Gunna feat. Yak Gotti)